# Empire Icon Award
Les Empire Icon Awards sont des prix qui ont été décernés chaque année de 2006 à 2018 par le magazine de cinéma britannique Empire, récompensant une icône du cinéma lors de la cérémonie des Empire Awards.
Les lauréats sont désignés par un vote des lecteurs du magazine. Les acteurs et actrices récompensés ont joué dans des films sortis l'année précédant celle de la cérémonie.

## Palmarès

### Années 2000
- 2006 : Brian Cox

- 2007 : Aucune récompense

- 2008 : Ewan McGregor

- 2009 : Viggo Mortensen

### Années 2010
- 2010 : Ian McKellen
- 2011 : Gary Oldman
- 2012 : Aucune récompense
- 2013 : Aucune récompense
- 2014 : Hugh Jackman
- 2015 : Aucune récompense
- 2016 : Aucune récompense
- 2017 : Aucune récompense
- 2018 : Mark Hamill